# 菲律賓伊斯蘭教
菲律賓伊斯蘭教，是菲律賓最古老的一神論宗教。伊斯蘭教在14世紀由印度南方穆斯林商人和波斯灣商人傳入，他們來到菲律賓南方成立蘇祿蘇丹國。據美國2010年國際宗教自由報告，菲律賓的穆斯林人口的5％至9％，其中多數是遜尼派，什葉派佔少數。

## 歷史
在1380年一個阿拉伯商人卡里姆·烏爾·馬赫杜姆到達菲律賓蘇祿群島和霍洛島建立伊斯蘭國家。1390年米南加保人的王子Raja Baguinda和他的追隨者到島嶼上宣揚伊斯蘭教，在十四世纪末建立第一座清真寺。隨後不斷有印度尼西亞人和阿拉伯人到這里宣教。
菲律賓南方居民多数本来是萬物有靈信徒，他們到了15世紀多改信伊斯蘭教。到1565伊斯蘭教已達到馬尼拉地區的梅尼拉王國。
西班牙人來到後稱當地穆斯林為摩洛人(改信天主教的菲律賓人被西班牙人稱印地亞人)，西班牙人大力宣揚天主教和驅逐伊斯蘭教，使伊斯蘭教只留在棉蘭老島(摩洛蘭)。